# Atria Abp

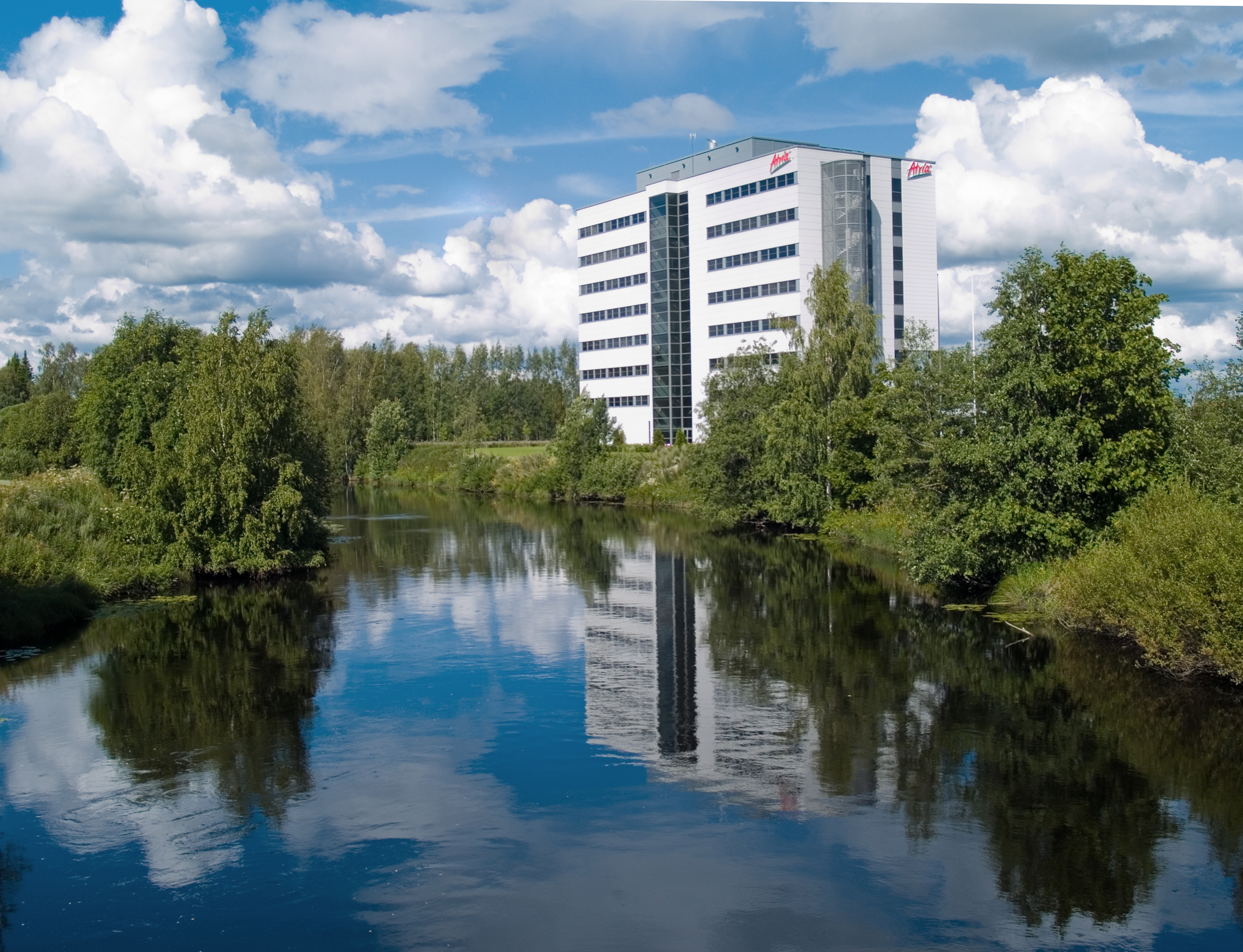
Kontorsbyggnad för Atria i Seinäjoki

Atria Abp är en finländsk livsmedelskoncern, som är Finlands största företag i charkuteribranschen och en ledande tillverkare av köttprodukter i Norden och Baltikum. 
Koncernen är uppdelad i fyra affärsområden: Atria Finland, Atria Sweden och Atria Danmark & Estland. Atria Abp:s aktie är noterad på Helsingforsbörsen.

## Historik
Atrias rötter går tillbaka till 1903, då dess äldsta ägarkooperativ grundades. Andelslagens korvtillverkning startade på 1910-talet. År 1991 bildades Itikka-Lihapolar Oy genom kombinationsfusion av köttandelslaget Itikkas industribolag Itikka Lihabotnia Oy (grundat 1988) i Seinäjoki och köttandelslaget Lihakuntas industribolag Lihapolar Oy (grundat 1988) i Kuopio. Samma år förvärvades Österbottens Kött i Vasa. År 1994 antogs företagsnamnet Atria och 1997 köptes svenska Lithells AB. Atria bedriver slaktning och styckning av den nöt-, svin- och fjäderfäboskap som anskaffats av köttandelslagen, företagets huvudägare. Förutom kött levererar Atria bland annat korv och färdigmat.

## Varumärken i urval
- Atria
- Forssan
- Best-In
- Lithells
- Sibylla
- Lönneberga
- Ridderheims
- Maks&Morits
- Woro